# Gustav Schilling
Gustav Schilling, född den 3 november 1805 nära Hannover, död i mars 1881 i Nebraska, var en tysk musikskriftställare.
Schilling blev filosofie doktor och övertog 1830 direktionen av Stöpelska musikskolan i Stuttgart samt utnämndes 1840 till hovråd och blev samma år ledamot av Musikaliska akademien i Stockholm. Till följd av stora skulder och växelförfalskningar flydde han 1857 till Amerika. Schilling utvecklade i musikens historia, teori och estetik en stor skriftställarverksamhet, för vilken han dock fick uppbära förebråelser för ytlighet, inkorrekthet och plagiat. Av stor betydelse för sin tid var, trots sina brister, den vidlyftigt anlagda, av honom i förening med flera kända skriftställare utarbetade Encyklopädie der gesammten musikalischen Wissenschaften oder Universallexikon der Tonkunst (6 band, 1835-38; 2:a upplagan i 7 band 1840-42).